# Okjökull
L'Okjökull était un glacier de l'ouest de l'Islande sur le volcan Ok. Il est présenté par la presse internationale comme le premier glacier à avoir disparu à cause du réchauffement climatique.

## Disparition
Après qu'il a été déclaré mort par le glaciologue Oddur Sigurðsson, les anthropologues Cymene Howe et Dominic Boyer ont tourné un documentaire sur le glacier et ont proposé de commémorer sa disparition par une plaque. C'est le 18 août 2019 que la plaque commémorative bilingue, en islandais et en anglais, fut dévoilée. Son texte est une lettre écrite par l'écrivain Andri Snær Magnason, intitulée « Bréf til framtíðarinnar » (en islandais) ou « A letter to the future » (en anglais) :

« Ok est le premier glacier islandais à perdre son statut de glacier. Dans les 200 prochaines années, tous les glaciers du pays devraient suivre le même chemin. Ce monument vise à reconnaître que nous savons ce qui se passe et ce qui doit être fait. Vous serez les seuls à savoir si on l'a fait. »

La plaque se conclut avec l'inscription « Ágúst 2019 415 ppm CO2 ». Cette valeur correspond au niveau record de concentration de dioxyde de carbone présent dans l’atmosphère en mai 2019, précédée par le mois de la cérémonie de pose de la plaque en islandais.
L'emplacement de la plaque a pour but de sensibiliser l'opinion publique au déclin des glaciers islandais,.
Elle a été posée en présence de la Première ministre islandaise Katrín Jakobsdóttir et du ministre de l’Environnement et des Ressources naturelles Guðmundur Ingi Guðbrandsson. L'idée provient de Cymene Howe, professeure de l’Université Rice à Houston, qui analysait la réaction des Islandais face à la perte progressive de leurs glaciers et qui réalisait un documentaire sur la disparition d'Okjökull (Not Ok) en 2018.